# 里基·烏爾曼
里基·烏爾曼（英語：Ricky Ullman；1986年1月24日—）是一位以色列裔美國人演員和音樂人。他最著名的作品是在迪士尼頻道電視劇未來少年菲爾中飾演Phil Diffy角色。他在1歲時全家從以色列移居美國。